# Брезє (Загорє-об-Саві)
Брезє (словен. Brezje) — поселення в общині Загорє-об-Саві, Засавський регіон, Словенія. Висота над рівнем моря: 643,2 м.